# Payún Matrú
Ne doit pas être confondu avec Payún.
Le Payún Matrú est un imposant volcan d'Argentine, situé dans le département de Malargüe de la province de Mendoza, au sein de la réserve provinciale La Payunia. Il s'agit d'un volcan bouclier, c’est-à-dire que la plupart de ses éruptions ont été effusives.

## Géographie
Comme la plupart des volcans boucliers, son sommet est aplati, sa base très étendue et son cratère vaste. Celui-ci a un diamètre de huit kilomètres et une superficie de plus ou moins 50 km2. À titre de comparaison le cratère du Mauna Loa aux îles Hawaii fait deux kilomètres sur trois et a une superficie de 5 km2. Il serait né il y a 300 000 ans, ce qui est peu, et fait de lui, vue l'échelle des temps géologiques, un volcan jeune. Il est aujourd'hui endormi et on ne connaît pas la date de sa dernière éruption.
Son sommet se trouve à 3 715 mètres d'altitude. Celui-ci héberge un petit lac alimenté par les précipitations, dans le cratère.
Le volcan est tout entier compris dans la réserve provinciale La Payunia. À plus ou moins 25 kilomètres au nord-nord-ouest se trouve le Santa María et à 14 kilomètres au sud-sud-ouest le Payún.

### Particularité géologique
Des études récentes menées par des volcanologues italiens montreraient que les coulées de lave émises par le Payún Matrú sont les plus grandes de la planète, seulement comparables aux coulées des volcans martiens. On aurait constaté des coulées effectuées sur un terrain très peu pentu, presque plat, jusqu'à la vallée du Río Desaguadero, à près de 200 kilomètres à l'est du cratère.
Dans les éruptions effusives, la lave très liquide et pauvre en silice s'écoule du volcan sans difficulté. Le phénomène n'est pas explosif car le dégazage se fait facilement, mais les laves liquides coulent très rapidement le long des flancs du volcan, puis se refroidissent donc se solidifient en s'enveloppant d'une croûte froide et arrêtent ainsi leur progression. Comment donc les laves du Payún Matrú ont elles pu couler si loin sur un terrain presque plat, donc peu favorable à la vitesse, sans se refroidir pendant le long trajet, qui a dû représenter un temps considérable ? C'est le problème auquel les scientifiques sont confrontés.
Les éruptions du volcan ont été en fait très complexes. On retrouve en effet de nombreuses bombes volcaniques et des jets de cendres noires (qui ont formé les pampas negras) aux alentours, témoins d'énormes et violentes projections liées à des éruptions bien plus explosives que celles qu'un volcan bouclier produit habituellement.